# المستور
الموقع: تقع في الجنوب الشرقي لولاية أدرار وتبعد عنه بمسافة 135كلم
يحدها من الشمال باحو، ومن الجنوب زاوية لحشف.
تعددها السكني:
الديانة :دين الدولة الجزائرية الإسلام
البلدية:سالي
الدائرة:رقان
الولاية:ادرار
القطاع التربوي: تحوي 01 ابتدائية
نوع السكن: الترابي الطيني والاسمنتي